# Ludvík Václavek
Ludvík Václavek (* 28. April 1931 in Olmütz; † 4. Oktober 2021) war ein tschechischer Germanist, der vor allem auf deutschsprachige Literatur in den böhmischen Ländern spezialisiert war.

## Leben
Ludvík Václavek schloss 1955 sein Studium der deutschen und tschechischen Philologie an der Philosophischen Fakultät der Palacký-Universität in Olmütz ab. Zwischen 1955 und 1965 arbeitete er als Assistent und beschäftigte sich mit der Geschichte der deutschen Literatur. Von 1969 bis 1972 war er an der Masaryk-Universität in Brünn tätig. Nach der Samtenen Revolution kehrte er an die Palacký-Universität zurück. Dort war er Dekan (1989–1994) und Leiter des Instituts für Germanistik und Nederlandistik (1994–1998). Im Jahr 1990 wurde er zum Professor ernannt.

## Werke (Auswahl)
- Německá literatura 1918–1957. 1. Auflage. SPN, Praha 1959.
- F. C. Weiskopf und die Tschechoslowakei. Prag : Státní pedagogické nakladatelství, 1965
- Německý antifašista a český literát Vincy Schwarz. (= Knihovnička Severní Moravy. sv. 3). Vlastivědný ústav v Šumperku, Šumperk 1966.
- Literatura v německém jazyce od počátků 20. století. 1. Auflage. Praha 1970.
- Literatura v německém jazyce od naturalismu po expresionismus. 1. Auflage. Univ. Palackého, Olomouc 1991, ISBN 80-7067-023-6.
- Stati o německé literatuře vzniklé v českých zemích. 1. Auflage. Univ. Palackého, Olomouc 1991, ISBN 80-7067-264-1.
- Literatura v německém jazyce 1914–1945. 1. Auflage. Univ. Palackého, Olomouc 1992, ISBN 80-7067-099-1.
- mit Lucy Topoľská: Beiträge zur Deutschsprachigen Literatur in Tschechien. (= Beiträge zur mährischen deutschsprachigen Literatur. Band 3). 1. Auflage. Univerzita Palackého, Olomouc 2000, ISBN 80-244-0185-1.

## Ehrungen
- Herder-Preis (2003)[4]
- Ehrenmitgliedschaft des Adalbert Stifter Vereins[5]

## Belege
1. ↑  Zemřel profesor Ludvík Václavek. Nachruf auf zurnal.upol.cz, 6. Oktober 2021. Abgerufen am 7. Oktober 2021 (tschechisch).
2. ↑  Prof. PhDr. Ludvík Václavek, CSc. auf: medievistika.cz
3. ↑  Schůzky s literaturou – Ludvík Václavek osmdesátiletý Čro Vltava. Abgerufen am 7. März 2017.
4. ↑  Herder-Preis auch an tschechischen Germanisten Ludvík Václavek. Radio Praha. Abgerufen am 15. November 2021.
5. ↑  Ehrenmitglieder des Adalbert-Stifter-Vereins

| Personendaten    | Personendaten                                   |
| ---------------- | ----------------------------------------------- |
| NAME             | Václavek, Ludvík                                |
| ALTERNATIVNAMEN  | Václavek, Ludvík E.                             |
| KURZBESCHREIBUNG | tschechischer Germanist und Literaturhistoriker |
| GEBURTSDATUM     | 28. April 1931                                  |
| GEBURTSORT       | Olmütz                                          |
| STERBEDATUM      | 4. Oktober 2021                                 |